# ZFYVE26
ZFYVE26‏ (ZFYVE26 protein) هوَ بروتين يُشَفر بواسطة جين ZFYVE26 في الإنسان.